# 勝利大決戰
《勝利大決戰》（V）最早是一齣1983年於全国广播公司（NBC）首播、由肯尼斯·強森（Kenneth Johnson）編導的美國科幻電視迷你影集。它在1984年推出了一個續集，迷你影集《勝利大決戰之最後戰役》（V: The Final Battle），以及一季（1984-85）電視影集（原名也叫，不過為了有所區分，有時候也叫它）。各地在重播的時候，通常是將這三個作品接續播完，不特別區分名稱。

## 緣起

戴安麗（由珍·包德勒飾演）

具有人類外型（而且長得和人類幾乎完全一樣）的外星人從天狼星（Sirius）群的第六顆行星，搭乘由一堆巨大碟型母艦組成的艦隊前來地球，並將碟型母艦停在幾個主要城市的天空中。他們表現得很友善，說明他們的意圖是要尋求人類的幫助，取得所需的化學原料以幫助他們自己的行星。外星訪客（The Visitors）承諾與人類分享他們先進的科技以作為回報。政府當局接受這項要求。外星訪客大大地影響了地球上的當權者。
然而，不久之後就發生一些怪事，例如一些科學家發現他們面臨了媒體上與日俱增的敵意，以及來自政府對他們活動與遷徙的限制。還有一些知名的科學家供認從事顛覆活動，而這些人表露的行為很不正常，比方說突然改用非慣用的手來寫字等等。
攝影記者麥克·唐納文（Michael Donovan，由馬克·辛格飾演）偷偷登上一艘外星訪客的母艦，發現在他們酷似人類的偽裝外表之下，其實是肉食性爬蟲類動物，而且喜歡生吃活的東西，例如白老鼠等等。然而，當唐納文試圖將這個真相公開播映時，新聞節目突然被外星人切斷，唐納文也變成了被警察和外星訪客兩邊懸賞捉拿的逃犯。
隨著劇情的進展，外星訪客日常所作所為的真正計畫也被揭露：他們計畫竊取地球上所有的水，並將人類當成食物來源，只留下少數一些人當成奴隸。科學家遭受迫害，是因為外星訪客要先把可能發現他們秘密的這一群人給污名化，同時也是為了要找一個代罪羔羊（scapegoat）讓人類有一個可以畏懼的對象。此外，一些關鍵人物則是遭受到一種稱之為「轉變」（conversion）的特殊心靈控制程序，讓他們遵守外星訪客的命令，而只留下些微線索，讓人幾乎無法察覺他們所做的操控。然而，還是有許多人（包括唐納文的母親），他們可能是因為無知，或者是拒絕接受事實，而自願合作。
反抗運動漸漸形成，目的是要儘可能地揭露與反抗外星訪客的所作所為。洛杉磯小隊的領導人是茱麗葉·派瑞許（Dr. Juliette Parish）醫生；後來唐納文也加入了這個小隊。反抗軍團結在一起對外星訪客進行了第一次的攻擊行動。此時，在外星訪客間也有一小撮的異議份子（自稱為第五縱隊（the Fifth Column）），其中一位成員名叫馬丁（Martin），他們反對領導人的計畫，並以各種可能的手段試圖來幫助反抗軍。

## 影響
影集原創人肯尼斯·強森（Kenneth Johnson）說這個故事是受辛克萊·路易斯（Sinclair Lewis）在1935年所寫的小說《It Can't Happen Here》所啟發，不過很快地查閱歷史資料之後，可以發現最初的迷你影集的一些場景是直接抄襲貝爾托·布萊希特（Bertolt Brecht）的舞台劇《The Private Life of the Master Race》。影集的開頭暗諷納粹主義的興起（外星訪客的標誌也讓人聯想到納粹黨徽）。也有許多非常清楚的歷史上的暗示，像是提到猶太人大屠殺、姑息主義的危險、以及被佔領國家反抗軍組織的興起等等。在影集中偶爾會穿插反抗軍電視網的新聞佈告欄，報導一些昔日仇敵團結在一起對抗外星佔領軍的故事，像是南非的黑人和白人（影集在製播的時候，南非仍實行種族隔離制度）、以色列人與巴勒斯坦人等等。此外，一些歷史上的人物也成為參考的對象，例如資深外星科學家，戴安麗，就是取材自納粹科學家約瑟夫·曼吉理（Josef Mengele）。
這部迷你影集的時間約200分鐘，它的成功也衍生出一部續集，《勝利大決戰之最後戰役》，續集的目的本來是要結束這個故事，不過之後1984年至1985年的影集卻讓它再生。強森在製作續篇迷你影集期間離開了製作群，改而從事製作其他的科幻節目，如《異形帝國》（Alien Nation）。也許就是因為這樣，使得續集和影集減少了對歷史的嘲諷，而是走向動作取向。
影集在1985年春季腰斬這件事似乎完全出乎製作人意料之外，因為第一季的結尾是齣高潮戲（cliffhanger）。第一季在2004年發行了（DVD）。同一年，肯尼斯·強森宣佈了製作《勝利大決戰》第一部迷你影集的續集，也就是說它會忽略第二部迷你影集與每週播映電視影集的內容。2004年10月，肯尼斯·強森說全國廣播公司決定他們要的是第一部迷你影集的重製，而不是續集。所以原作續集的可能性仍然是開放的，但是要視重製的作品是否成功而定。
重製版本的「勝利大決戰」已被美國廣播公司（ABC）安排於2009年秋季檔期播出，由4400製作人史考特·彼得斯（Scott Peters）擔任執行製作。
關於《勝利大決戰》所描述故事的歷史背景，請參考爬蟲人（reptiloid）。

## 主要角色

### 兩部迷你影集

#### 反抗軍
| 角色                  | 角色                  | 演員                  | 備註                           |
| --------------------- | --------------------- | --------------------- | ------------------------------ |
| 茱麗葉·派瑞許醫生（） | 茱麗葉·派瑞許醫生（） | 菲·葛蘭特（Faye Grant）         | 洛杉磯反抗軍小隊領導人         |
| 麥克·唐納文（）       | 麥克·唐納文（）       | 馬克·辛格（）         | 攝影記者，試圖揭發陰謀而被通緝 |
| 羅伯特（）            | ·麥斯威爾（）         | 麥克·杜瑞爾（）       | 科學家，全家被外星訪客通緝     |
| 凱薩琳（）            | ·麥斯威爾（）         | 潘妮洛普·溫德斯特（） | 羅伯特之妻                     |
| 羅賓（）              | ·麥斯威爾（）         | 布萊兒·特夫金（）     | 跟外星訪客布萊恩生下一女       |
| 波莉（）              | ·麥斯威爾（）         | 薇薇卡·戴維斯（）     |                                |
| 史坦利（）            | ·伯恩斯坦（）         | 喬治·莫夫金（）       | 因窩藏麥斯威爾家族而被逮捕     |
| 琳恩（）              | ·伯恩斯坦（）         | 邦妮·芭蕾特（）       | 史坦利之妻                     |
| 亞伯拉罕（）          | ·伯恩斯坦（）         | 李奧納多·希米諾（）   | 猶太人大屠殺的倖存者           |
| 丹尼爾（）            | ·伯恩斯坦（）         | 大衛·佩克（）         | 通敵者                         |
| 卡列（）              | ·泰勒（）             | 傑森·柏納德（）       | 父親，化學工廠工頭             |
| 班（）                | ·泰勒（）             | 理查·勞森（）         | 長子，醫生                     |
| 伊利亞斯（）          | ·泰勒（）             | 麥克·萊特（）         | 次子，街頭混混                 |

- - 茱麗葉·派瑞許醫生（由菲·葛蘭特飾演）：原本是一個醫學系學生，跟隨魯道夫·梅茲醫生（由大衛·虎克斯飾演），在洛杉磯的一間醫院實習。梅茲很瞭解她外顯的天份，所以想讓她成為全職的研究人員。接著外星訪客的太空船來了。朱莉對外星訪客的生物學極為好奇，但在她的同事露絲（她獲得了外星訪客的「皮膚」樣本）失蹤後開始感到驚慌。當聽到梅茲涉入國際性對抗外星訪客的陰謀時，她感到非常震驚。她躲了起來，加入其他人一起討論反抗運動，最後他們組成了洛杉磯反抗軍小隊。朱莉非自願地被推為領導人。在外星訪客到達一年後，朱莉領導了一次大膽的攻擊行動，這次行動讓約翰在國際電視網上暴露出其非人類的本質。當晚朱莉就被外星訪客捕獲，戴安麗試圖「轉換」她。不過第五縱隊刻意安排一個明顯的保全破壞，讓朱莉被移監到地面，然後她的小隊就可以將她救回。朱莉得對抗施行在她身上不完全的轉換手術，同時試圖繼續領導她的小隊以獲得對外星訪客的勝利。

- - 麥克·唐納文（由馬克·辛格飾演）：是一個電視記者。當外星訪客到達時，麥克正在採訪薩爾瓦多的反抗軍。當約翰向世界介紹外星訪客的那一晚，麥克也為他的電視網進行報導，他也是少數幾個可以登上母艦為所有世界媒體報導的幾個記者之一。麥克跟馬丁的關係也變得親密。麥克開始起疑，因為他的聲音操作員湯尼注意到，兩位涉入陰謀的科學家突然變成左撇子。他們試圖登上一艘母艦，麥可成功了，也發現外星訪客真正的本質。然而，他卻無法將這個事實藉由電視新聞公諸於世，並且變成通緝犯。當外星訪客清空他兒子與前妻所居住的小鎮時，他開始反抗，可是還是被外星訪客所抓。馬丁和第五縱隊幫助他逃離母艦，他也設法讓洛杉磯反抗軍找到，並告訴他們外星訪客其實是爬蟲類生物。當反抗軍進行第一次攻擊時，麥克再次潛入母艦，然後發現外星訪客竊取水和將人類當成食物的計畫，並救出羅賓·麥斯威爾和先裘。當外星訪客開始攻擊反抗軍山裡的營地時，他開飛行小艇前往救援。他也試圖說服他的母親艾琳諾·都普瑞斯，支持反抗軍，但是卻徒勞無功。

- - 麥斯威爾家族，成員包括羅伯特（麥克·杜瑞爾）、凱薩琳（潘妮洛普·溫德斯特）、羅賓（布萊兒·特夫金）、波莉（薇薇卡·戴維斯）等等。羅伯特·麥斯威爾是人類學家，也是三個女兒（羅賓、波莉、與凱蒂）的父親。他在都普瑞斯家中舉辦的晚宴上注意到外星訪客的特徵：蚊子不叮咬他們、不吃煮熟的食物、籠中的鳥兒在他們靠近時會感到驚慌等等。當科學家開始失蹤或是被放逐，以及他的女兒波莉在學校被攻擊時，他決定他們必須要離開，不過卻無法通過由警察和外星訪客共同設立的檢查點。他的妻子凱薩琳知道可以依賴他們的鄰居，亞伯拉罕·伯恩斯坦，來庇護他們，亞伯拉罕讓他們躲在池邊小屋中。當丹尼爾向外星訪客告密時，亞伯拉罕連忙將他們送走，之後羅伯特和大女兒羅賓（布萊兒·特夫金）和洛杉磯反抗軍有所接觸，麥斯威爾家族也跟著躲藏在反抗軍位於山中的營地。羅賓想要透透氣，不過一離開先前所藏匿的反抗軍總部就被外星訪客所逮捕，而羅伯特必須幫助外星訪客「拿下」山區營地以確保羅賓的安全。羅伯特稍後良心發現決定他要警告營地，以免來不及，就算保不住羅賓的命也無所謂。凱薩琳帶著波莉和凱蒂躲在營區裡，在外星訪客攻擊時因傷勢過重而死去，但至少保住了波莉和凱蒂的性命。羅賓被唐納文救出，在外星訪客攻擊結束之後也回到羅伯特身邊。然而，羅賓已經懷了外星訪客布萊恩的孩子。雖然打算墮胎，但是由於胎兒跟母體緊密結合所以只好放棄。她生下了一對雙胞胎：一個大致上是人類，一個則是小爬蟲人。小爬蟲人很快就死了，不過另一個人類嬰兒，伊莉莎白，存活了，並且快速地成長。布萊恩被反抗軍抓起來，準備拿來做紅灰實驗，而羅賓趁機殺了他。羅伯特則是死於影集版的第二集，他駕駛一艘母艦衝撞墜毀。

- - 伯恩斯坦家族，成員包括史坦利（喬治·莫夫金）、琳恩（邦妮·芭蕾特）、亞伯拉罕（李奧納多·希米諾）、以及丹尼爾（參見通敵者一節）等等。亞伯拉罕和史坦利是猶太人大屠殺的倖存者，當時史坦利還只是個嬰兒。亞伯拉罕認為外星訪客與日漸增的獨裁統治方式跟當年希特勒的納粹政權很類似，所以庇護麥斯威爾家族。他知道自己在被外星訪客逮捕之後大概是活不了，所以留了一封信，鼓勵史坦利繼續幫助反抗軍。因為伯恩斯坦的家已經被搜索過一次（閃電不會擊中同一個地方兩次），而且家裡還有一個通敵者，所以這裡對反抗軍來說是一個完美的藏身處。琳恩與史坦利在接下來的一年裡保持低調，直到解放之日那天，大量高空氣球到處散佈紅灰，才興高采烈地慶祝。

- - 泰勒家族，成員包括卡列（傑森·柏納德）、班（理查·勞森）、伊利亞斯（麥克·萊特）等等。卡列是個鰥夫，獨立扶養兩個兒子——班傑明（班是班傑明的暱稱）和伊利亞斯。卡列在一個化學工廠工作，那座工廠的負責人是亞瑟·都普瑞斯。這座工廠也被外星訪客選為製造某種化學元素（實際上是掩護幕後真正意圖）之用。班傑明是個醫生，而伊利亞斯則是個混混，專門闖空門、偷東西以及變賣贓物。卡列在一次工廠意外中受傷，被威利所救，兩人因而成為好友。班在一次幫助反抗軍搶奪醫療補給的行動中被外星訪客所殺。伊利亞斯因而克服了他對反抗外星訪客的抗拒（因為他們讓黑市交易更為盛行），與父親卡列一同加入了洛杉磯小隊。伊利亞斯提供反抗軍一個適合作為總部的地點，並說服街頭幫派幫助反抗軍，所以他稱呼自己為「東洛杉磯的季辛吉」。卡列和伊利亞斯對於最後的解放之日攻擊行動有不同的意見，伊利亞斯贊成攻擊，而卡列害怕外星訪客的毀滅核彈反擊，不過卡列還是尊重他兒子的慷慨陳詞。卡列在解放之日以後的命運在影集中並沒有說明，而伊利亞斯則是成為一位可敬的餐館老闆。

#### 通敵者
| 角色                | 演員            | 備註             |
| ------------------- | --------------- | ---------------- |
| 丹尼爾·伯恩斯坦（） | 大衛·佩克（）   | 因迷戀羅賓而告密 |
| 艾琳諾·都普瑞斯（） | 內娃·派特森（） | 麥克·唐納文之母  |

- - 丹尼爾·伯恩斯坦（由大衛·佩克飾演）：身為一個猶太人大屠殺倖存者的孫子，丹尼爾從來無法適應這個家庭，最後似乎在外星訪客的青年團，「外星訪客之友」，裡找到了他的位置。他向當局告密說一個科學家的家庭（麥斯威爾家族）躲藏在他父母的家裡，不過他的父母史坦利和琳恩，與祖父亞伯拉罕卻遭逮捕，這使得丹尼爾覺得很沮喪。丹尼爾迷戀羅賓，不過她喜歡的是一位外星訪客，布萊恩，這點讓他很不高興。丹尼爾證明了他的忠誠之後，他在青年團的地位也越來越受重視，他也幫忙逮捕了朱莉·派瑞許。之後，他因為反抗軍抓到布萊恩而被誤認為背叛，史帝文因此認為丹尼爾是有罪的，丹尼爾的一生就這麼可恥地結束了。

- - 艾琳諾·都普瑞斯（由內娃·派特森飾演）：艾琳諾，麥克·唐納文之母，永遠都是那麼地有號召力。她認為外星訪客的到來是一個維持或提升社會地位的好機會，所以變成了一個真真正正、而不是偽裝的通敵者，因為她覺得他們實質上繼承了「正統的」統治地位。她拒絕了麥克請她幫助反抗軍的懇求，也舉發先裘將麥斯威爾家族偷渡出城的這件事。她跟外星訪客安全部門主管史帝文保持友誼關係，當一年後反抗軍展開了最後的攻擊，結束了外星訪客對地球的佔領時，她似乎承認她是史帝文的寵物，不過不管她承不承認，史帝文最後還是槍殺了她。她的丈夫亞瑟在她宣佈跟麥克斷絕母子關係後，厭惡地離開了她。雖然她不承認麥克，不過她還是動用關係要求外星訪客釋放麥克的兒子——西恩。

### 影集
《勝利大決戰》影集版在唯一的一季裡有非常多的角色來來去去。

#### 反抗軍
| 角色                      | 演員              | 備註                                             |
| ------------------------- | ----------------- | ------------------------------------------------ |

麥克·唐納文（馬克·辛格）和茱麗葉·派瑞許醫生（菲·葛蘭特）

| 茱麗葉（朱莉）·派瑞許醫生 | 菲·葛蘭特         | 洛杉磯小隊領導人，混入科技先鋒公司工作以獲取情報 |
| 麥克·唐納文               | 馬克·辛格         | 攝影記者，聲名遠播                               |
| 伊利亞斯·泰勒             | 麥克·萊特         | 前街頭混混，現為餐館老闆，餐館是反抗軍的秘密據點 |
| 哈姆·泰勒（）             | 麥克·愛恩賽（）   | 越戰退伍軍人，幫助洛杉磯小隊提升戰力             |
| 威利（）                  | 羅伯特·英格倫（） | 投靠人類的外星訪客，英語使用能力不佳             |
| 羅賓·麥斯威爾             | 布萊兒·特夫金     | 伊莉莎白之母                                     |
| 伊莉莎白·麥斯威爾（）     | 珍妮佛·庫克（）   | 「星之子」（）                                   |
| 凱爾·貝茲（）             | 傑夫·葉格（）     | 南森·貝茲之子，喜歡伊莉莎白                      |
| 克利斯·法柏（）           | 米奇·瓊斯（）     | 哈姆的戰友                                       |
| 霍華·史密斯（）           | 他本人            | 戲裡戲外都擔任新聞主播                           |

- - 茱麗葉（朱莉）·派瑞許醫生（菲·葛蘭特）：身為洛杉磯反抗軍小隊的領導人，派瑞許在第一季的第一部份是在科技先鋒公司工作以作為掩護，順便監視南森·貝茲跟外星訪客微妙的關係，還得躲避他對她的追求。後來她的意圖被揭穿，只好再度從事地下工作。戰爭的壓力讓她決定不要跟麥克·唐納文有超乎友誼的關係（這在第二部迷你影集裡有提到，她拒絕了他的求愛）。一份第二季未製播的劇本提到這個角色可能已經遭遇到悲慘的命運（參見冷知識）。

- - 麥克·唐納文（馬克·辛格）：前電視攝影記者，同時也是反抗軍領導人之一。身為一個自由戰士，他的名聲響徹全世界，也獲得來自外星訪客（雖然頗不情願）的尊敬。他的兒子，西恩，被外星訪客綁架，遭到洗腦後成為青年團的一員。

- - 伊利亞斯·泰勒（麥克·萊特）：前街頭混混，在影集版一開始就洗心革面，並擁有自己的餐館。這個餐館建築於一個禁酒時期就有的地下酒吧之上，在外星訪客第二次的侵略之後則變成反抗軍的總部之一，後來餐館雖然被摧毀，但還是使用了好一段時間。伊利亞斯後來在調查幾件反抗軍成員遭到綁架的案件時，死於外星訪客的分解光束。

- - 哈姆·泰勒（由麥克·愛恩賽飾演）：越戰退伍軍人，轉身一變成為反抗軍戰士。在洛杉磯反抗軍小隊展開了一次大膽的攻擊行動，於電視實況轉播前成功揭發外星訪客的真正本質之後，泰勒和伙伴前來找尋他們，強烈地要求他們應該加入大一點的反抗組織，並在一次外星訪客的襲擊裡伸出援手，以示誠懇。此外，泰勒提供改良過的武器和裝備來提升洛杉磯小隊的戰力。泰勒的柬埔寨籍妻子和兒子死於越戰末期某次空襲之中。泰勒不常表露情緒，不過他和唐納文以及其他戰友的關係越來越親密。在第一季中期，泰勒因為要護送羅賓·麥斯威爾前往芝加哥因而離開了洛杉磯，他的命運也沒有再加以詳細說明，不過這個角色可能會在第二季（如果有的話）的時候回歸（參見冷知識）。

- - 威利（由羅伯特·英格倫飾演）：抱持著和平主義的外星訪客技師，在迷你影集《勝利大決戰之最後戰役》中他被抓之後，威利決定背叛，投向人類這邊（在約翰被扯下面皮之前）。之後仍然不確定他在地球的地位，所以伊利亞斯僱用他當侍者，在他的餐廳裡工作。威利跟伊莉莎白的關係變得親近，他也幫忙訓練她使用她的能力。在第一次侵略之前，他忙於準備結婚，不過直到影集結局時才和他的未婚妻團圓，他也宣布他打算留在地球。對影迷來說，威利最為人所記得的一點是他笨拙的英語使用能力。因為他被指派學習的「第二語言」是阿拉伯語而不是英語，而且他的派遣令被軍方的官僚政治給搞亂了。（舉例來說，他把「我迷路了」說成「我很公正」，在法國播映的配音則是（把）說成「我是父親」。）

- - 羅賓·麥斯威爾（布萊兒·特夫金）：伊莉莎白之母（父親是一個叫做布萊恩的外星訪客），被寵壞的搗蛋鬼，總是想到自己比想到別人多一些，這也導致她常常採取既危險又愚蠢的行動。對伊莉莎白和凱爾的關係感到嫉妒，因為她也喜歡他。最後，羅賓總算是開始懂事，成為反抗軍裡面重要的一員，並與她的女兒以及凱爾和好。她被發現她具有獨特的DNA，所以能夠承擔外星訪客和人類的後代。在另一個外星訪客再度試圖讓她懷孕失敗之後，她選擇離開洛杉磯，前往芝加哥，因為那裡有「紅灰」，所以外星訪客沒辦法生存。

- - 伊莉莎白·麥斯威爾（人稱「星之子」，由珍妮佛·庫克飾演）：羅賓·麥斯威爾和外星訪客布萊恩的女兒。在影集版一開始的時候還只是個小女孩，不過卻快速地成長，結果很快地就變成十八、九歲的成熟年輕女性。她頭上有的標記，這就是星之子的印記，也代表她會為外星訪客帶來和平。她的半人半爬蟲類的遺傳給了她許多心靈和肉體上的能力，隨著故事的發展她會漸漸地學會。在影集中她學會使用的能力包括：心靈移動、飄浮、超視覺、以及讀心術等等。她還可以「紀錄」一段對話，並像錄音機一樣背誦出來（相當完整，甚至使用當事人的說話聲）。外星訪客領導人在最後一集跟她建立了心靈連結，並說服她跟他一起走，以履行她的命運（嫁給他或是當他的學生，在影集中並沒有說明）。最後一次出現是跟領導人一起進入穿梭機，準備要離開。不過他們都不知道，船上被放置了炸彈。

- - 凱爾·貝茲（由傑夫·葉格飾演）：科技先鋒公司總裁南森·貝茲任性的兒子。凱爾並不是很情願地成為洛杉磯反抗軍的一員。他愛上了伊莉莎白（這也許就是讓他加入反抗軍的主要原因）。他殺了殺父兇手（江先生）。最後一次出現是當領導人準備帶伊莉莎白一起離開時，偷偷搭上領導人的穿梭機。

- - 克利斯·法柏（由米奇·瓊斯飾演）：說話溫和、身材魁梧，他是哈姆·泰勒的好伙伴。克利斯經歷了《勝利大決戰之最後戰役》這場戰事，之後就前往反抗軍的沙漠分隊進行活動。在這個分隊被摧毀之後，他轉而協助建立一條地下運輸管道用來將孤兒秘密送到洛杉磯安全之處。到了洛杉磯，他與哈姆·泰勒會合，並短暫地加入洛杉磯小隊。後來他、哈姆、與羅賓·麥斯威爾一起離開，前往芝加哥。

- - 霍華·史密斯（扮演他本人）：現實生活中是一位新聞主播，在許多集裡擔任虛構的「自由電視網」的新聞播報工作。

#### 外星訪客
| 角色            | 演員              | 備註                                                     |
| --------------- | ----------------- | -------------------------------------------------------- |
| 戴安麗（）      | 珍·包德勒（）     | 殘酷成性的大反派，連領導人都敢暗殺                       |
| 莉迪亞（）      | 朱·查德威克（）   | 戴安麗的對手，誤殺查爾斯                                 |
| 菲利普（）      | 法蘭克·艾許摩（） | 第五縱隊成員，馬丁的孿生兄弟，被派來地球調查查爾斯之死   |
| 詹姆斯上尉（）  | 朱德森·史考特（） | 戴安麗的愛人之一，刺殺菲利普失敗                         |
| 查爾斯（）      | 鄧肯·雷傑（）     | 領導人派來接任指揮官，在迎娶戴安麗時被莉迪亞誤殺         |
| 奧斯華（）      | 彼得·艾柏林（）   | 戴安麗的下屬，從事殯葬與室內設計                         |
| 瑪他（）        | 潔拉·雅各森（）   | 母艦上的商人，提供毒藥給莉迪亞，最後被活活地送入太空     |
| 約翰·蘭里（）   | 布魯斯·戴維森（） | 試圖混入反抗軍，要讓羅賓懷孕，最後被射殺                 |
| 丹尼爾少尉（）  | 羅伯特·塔勒（）   | 戴安麗的愛人之一，她為了掩飾過錯而射殺他                 |
| 馬丁（）        | 法蘭克·艾許摩     | 第五縱隊成員，菲利普的孿生兄弟，麥克的好友，被戴安麗所殺 |
| 西恩·唐納文（） | 尼基·凱特（）     | 麥克·唐納文之子，被洗腦後加入外星訪客青年團              |

- - 戴安麗（由珍·包德勒飾演）：她殘酷成性，是個自大狂，對「不潔的人」有很不健康的吸引力。她在外星訪客艦隊裡斷斷續續地擔任指揮官以及領導科技團隊。當面臨要把權力交給像是莉迪亞或是菲利普等人時，總是暴力相向。短暫地嫁給查爾斯，在婚禮上遭遇到針對她的笨拙刺殺行動，最後導致他的早死。處心積慮想要得到星之子，或者是使用複製或其他方法來造出一個新的星之子。十分憎恨莉迪亞，嘗試了很多次想要殺害她，或是她的親密家人成員。最後一次看到是被菲利普逮捕，在這之前她秘密地在領導人的穿梭機上安裝了一個炸彈。

- - 莉迪亞（由朱·查德威克飾演）：金髮、英國腔的艦隊指揮官（當戴安麗不是指揮官時）。跟戴安麗一樣渴望權力，不過沒那麼殘酷成性，莉迪亞比較喜歡擔任告密者的角色，通知領導人以及監察官（如菲利普與查爾斯）關於戴安麗的所作所為。曾被戴安麗試圖暗殺。愛上查爾斯，當他決定跟戴安麗結婚時，產生很大的嫉妒感，這導致莉迪亞在戴安麗的結婚酒杯盛滿毒藥。讓她驚慌的是，反而是查爾斯喝下毒藥。莉迪亞驚險地逃過殺害查爾斯罪名的審判。當戴安麗打算將她的兄弟送去獻祭時，被迫向菲利普乞求幫助。

- - 菲利普（第五縱隊成員，由法蘭克·艾許摩飾演）：馬丁（稍後會介紹）的孿生兄弟，領導人手下的軍法官，派來地球調查查爾斯之死。他一開始將馬丁之死怪罪於麥克·唐納文以及反抗軍，並擬好計畫要屠殺人類。在發現戴安麗才是該負責的人之後，他原諒了唐納文，成為第五縱隊中活躍的一員，他也推動讓領導人宣布停火。

- - 詹姆斯上尉（由朱德森·史考特飾演）：投機取巧的軍人，以及戴安麗的愛人之一，他被指派不論代價去捕捉與摧毀反抗軍戰士。忠心於戴安麗（雖然有部份是為了保命），他安排一次對菲利普的刺殺行動，不過沒有成功。最後一次看到他是跟戴安麗關在一起。

- - 查爾斯（由鄧肯·雷傑飾演）：領導人派他來從戴安麗手中接管軍事行動，他的到來也造成了一連串的事件，間接導致南森·貝茲之死。莉迪亞愛上他，但是他卻選擇戴安麗，決定要娶她，以強迫她回到母星。當他決定要選擇戴安麗之後，莉迪亞試圖要毒殺她，結果反而毒死查爾斯。

- - 奧斯華（由彼得·艾柏林飾演）：戴安麗一無是處的下屬，似乎有著殯葬業者和室內設計師的雙重職業。

- - 瑪他（由潔拉·雅各森飾演）：母艦上的多話的藥妝店商人。莉迪亞誤用來毒殺查爾斯的毒藥是她提供的，稍後被戴安麗和莉迪亞聯手陷害。瑪他被宣判要活活地和查爾斯的遺體一同送入太空。

- - 約翰·蘭里（由布魯斯·戴維森飾演）：被指派要滲入反抗軍的密探，任務是要讓羅賓·麥斯威爾再次懷孕，希望能造出第二個星之子，不過在能夠完成任務之前被一位第五縱隊的成員射殺。

- - 丹尼爾少尉（由羅伯特·塔勒飾演）：年輕軍官，成為戴安麗愛人之一。在她的一個計畫失敗之後，被戴安麗射殺，「因為必須要有某人來承擔過失責任」。（由於有些章節在首播時沒有按照製作順序，所以丹尼爾少尉被殺的那一集比他首次登場的那一集還早播出）

- - 馬丁（第五縱隊成員，同樣由法蘭克·艾許摩飾演）：馬丁是麥克·唐納文的盟友與好友，早在前兩部迷你影集就已經登場，在影集版第一集也有出現。身為第五縱隊的一員，馬丁在戰爭開始後幾個月成為唐納文的攝影助理。當他發現戴安麗因為一場假的刺殺行動而逃離監牢時，他親自去殺她，卻反被她所殺。

- - 西恩·唐納文（被洗腦的人類，由尼基·凱特飾演）：影集版的前幾集有提到麥克·唐納文試圖從外星訪客手中救出他的兒子，可是卻發現西恩被下藥以及洗腦，變成外星訪客青年團的一員。麥克之子這條故事支線在第一季中期被捨棄了，以後就沒再提到。

#### 科技先鋒公司
| 角色          | 演員            | 備註                                   |
| ------------- | --------------- | -------------------------------------- |
| 南森·貝茲（） | 連恩·史密斯（） | 總裁，凱爾之父，被江所射殺             |
| 江先生（Mr. Chiang）    | 阿基·阿梁（Aki Aleong）   | 貝茲的總管，最後死於為父報仇的凱爾手上 |

- - 南森·貝茲（由連恩·史密斯飾演）：渴望權力的科技先鋒公司總裁，終於變成世界上最有權力的人之一，因為他的公司握有「紅灰」的秘密——讓地球不適合外星訪客居住……直到紅灰被發現在世界上許多地方會失去作用。取代了政治與軍事機構（可能全部被外星訪客所摧毀，不過這一點從來沒有清楚說明過），貝茲與外星訪客達成交易，使得洛杉磯被宣佈成為開放城市（open city）。他必要時會表現得無情、冷血。貝茲決定要摧毀反抗軍，因為他認為他們會為他的權力以及洛杉磯的安定帶來威脅。但是在他的兒子，凱爾，變成反抗軍的一員後，他的命令也變得難以下達。他准許外星訪客指揮官查爾斯將哈姆·泰勒洗腦，讓泰勒在「人質交換」典禮上射殺麥克·唐納文，結果貝茲反遭泰勒意外射中昏迷。在昏迷期間，查爾斯、戴安麗、與江先生一起設計了貝茲的電腦模擬（類似《雙面麥斯》（Max Headroom）），營造出貝茲仍然掌權的幻象。當貝茲終於從昏迷中醒來時，查爾斯叫江殺了貝茲。貝茲在最後一刻總算跟凱爾和好，這幾乎讓他可以逃掉，不過還是被江所射殺。他的死也讓洛杉磯開放城市的協議中止。

- - 江先生（由阿基·阿梁飾演）：南森·貝茲神秘與冷酷的總管，江善於使用各式各樣的武術技巧向敵人逼供，常常導致逼供對象的死亡。當貝茲在昏迷的時候，江成為科技先鋒的總裁，並同意殺害貝茲以確保自己的地位。當他這麼做之後，江遭遇到來自凱爾·貝茲的復仇挑戰，最後被射殺。

## 章節列表（影集部分）
| 日期                         | 編號 | 集名（暫譯）     |
| ---------------------------- | ---- | ---------------- |
| 1984年10月26日               | 1-01 | （解放之日）     |
| 1984年11月2日                | 1-02 | （無所畏懼）     |
| 1985年5月24日 （參見冷知識） | 1-03 | （突圍）         |
| 1984年11月9日                | 1-04 | （欺騙）         |
| 1984年11月16日               | 1-05 | （認可）         |
| 1984年11月23日               | 1-06 | （訪客的選擇）   |
| 1984年11月30日               | 1-07 | （霸主）         |
| 1984年12月14日               | 1-08 | （異己）         |
| 1984年12月21日               | 1-09 | （恐怖的映像）   |
| 1985年1月4日                 | 1-10 | （轉變）         |
| 1985年1月11日                | 1-11 | （英雄）         |
| 1985年1月18日                | 1-12 | （背叛）         |
| 1985年2月1日                 | 1-13 | （搶救）         |
| 1985年2月8日                 | 1-14 | （冠軍）         |
| 1985年2月15日                | 1-15 | （野貓）         |
| 1985年2月2日                 | 1-16 | （小小龍）       |
| 1985年3月8日                 | 1-17 | （幻覺戰爭）     |
| 1985年3月15日                | 1-18 | （秘密地下基地） |
| 1985年3月22日                | 1-19 | （回歸）         |

### 台灣
| 日期                      | 編號 | 台視標題 |
| ------------------------- | ---- | -------- |
| 1985年（民國74年）5月25日 | 01   | 首次接觸 |
| 1985年（民國74年）6月1日  | 02   | 危急關頭 |
| 1985年（民國74年）6月8日  | 03   | 首度起義 |
| 1985年（民國74年）6月15日 | 04   | 堅忍不把 |
| 1985年（民國74年）6月22日 | 05   | 面臨浩劫 |
| 1985年（民國74年）6月29日 | 06   | 捲土重來 |
| 1985年（民國74年）7月6日  | 07   | 寧為自由 |
| 1985年（民國74年）7月13日 | 08   | 越戰越勇 |
| 1985年（民國74年）7月20日 | 09   | 正義之旗 |
| 1985年（民國74年）7月27日 | 10   | ？？？？ |
| 1985年（民國74年）8月3日  | 11   | 英雄本色 |
| 1985年（民國74年）8月10日 | 12   | 霹靂救兵 |
| 1985年（民國74年）8月17日 | 13   | 自食惡果 |
| 1985年（民國74年）8月24日 | 14   | 少年英豪 |
| 1985年（民國74年）8月31日 | 15   | 和平曙光 |

## 逸事
- 在兩部迷你影集裡，外星訪客的聲音在後製作階段有做過變音（pitch shift）處理，主要是讓他們聽起來有未來風，縱使他們看起來（至少在外表上）很像完美的正常人類（在法國的配音裡，外星訪客則是有低沉的聲音）。這在每週播映的影集裡被捨棄了，顯然是由於預算的關係。在銀幕上沒有關於這種改變的解釋，就這樣單純地當作外星訪客從來沒有使用過這種不尋常的說話聲調。在某些配音版本裡（例如德國），這種變音處理則是整個影集都有。
- 在英國，當年是由獨立電視台（ITV）接連五個晚上將兩部迷你影集一起播完，用來對抗英國廣播公司（BBC）轉播的1984洛城奧運。有個評論家就說，這個節目安排方式，讓大家可以選擇「看一堆人在洛杉磯跑跑跳跳……」或者是「觀賞奧運」。
- 在1984年至1985年的影集裡，有一個很有趣但是從未解釋清楚的地方是，在外星訪客回歸之後，軍人和政府高層完全消失了。雖然有看到警察，不過卻是科技先鋒公司的私人武力，完全沒有提到任何一個國家的軍隊、或者是美國與其他國家的聯邦、州、或地方政府等等（這也讓像南森·貝茲這樣的商人，可以完全控制這個國家的某一部份）。
- NBC原本拒絕播映影集版的第三集「突圍」（Breakout），因為電視網認為，對於原本的家庭收視群，這一集太暴力了。但是這一集也是凱爾·貝茲這位主角第一次的登場。所以下一集，「欺騙」（The Deception）只好改寫一下，重新介紹凱爾出場。1985年，NBC在影集下檔之後接著重播，「突圍」這一集總算公開播映。結果就是觀眾看到凱爾被介紹給同一群反抗軍戰士認識兩次。
- 雖然影集腰斬前的高潮戲在螢幕上從來沒有演出結局，第二季第一集的第一份劇本草稿在影集腰斬前就已經寫好了，取名為「攻擊」（The Attack）。這一集會開啟一條故事弧線，叛變的外星訪客領導人戴安麗會橫越美國追蹤反抗軍（就跟影集《法網恢恢》（The Fugitive）類似），以追尋「星之子」伊莉莎白所偷去的一項手工製品，這是高潮戲裡的事件的延續。這份早期的劇本提到了朱莉·派瑞許之死（在試圖逃出母艦時被射殺），與哈姆·泰勒的回歸。沒有人知道這是否代表女演員菲·葛蘭特（朱莉）打算離開影集，而麥克·愛恩賽（哈姆）打算回來。
- 1989年，華納（Warner Bros.）委派傑·麥可·史崔克辛斯基（J. Michael Straczynski，後來他創造了《巴比倫五號》（Babylon 5））來為一個計畫中的新影集撰寫首播章節的劇本，這個影集暫時命名為《勝利大決戰之下一章》（V: The Next Chapter），打算接續原本《勝利大決戰》的故事線。時間設定在NBC影集故事結束的五年後，劇情是描述在被佔領的地球上的一個新的反抗軍行動，打算跟「局外人」（Outsiders，外星訪客裡面反抗領導人的一個派系）接觸聯繫，而後者總算回應（第一部迷你影集最後放出的）召喚。在這份劇本裡，唯一一個來自原始《勝利大決戰》的老角色是哈姆·泰勒。經歷了許多次草稿變動之後，這個叫做「重生」（The Rebirth）的劇本，最後還是被放棄了，因為製片公司認為它的成本太高不適合製播。
- 原本羅賓·麥斯威爾的角色是由多明尼克·唐娜（Dominique Dunne）來飾演，不過她因為拒絕跟粗暴的前男友約翰·湯瑪斯·史維尼（John Thomas Sweeney）復合，所以慘遭勒死。

## 書籍與漫畫
《勝利大決戰》衍生了一系列的原創小說，包括將前兩部迷你影集的故事合併在一起，然後加以小說化。比較不尋常的是，後續大部分的原創小說並非以電視影集的角色為主，而是把焦點放在世界上其他角落對抗外星侵略者的戰爭。在影集播映期間，尖塔平裝書店（Pinnacle Paperbacks）每個月會發行一本新小說。在1987年至1988年間，托爾書店（Tor）也發行了新系列的小說。
小說列表
1. ——1984年5月
2. ——1984年9月
3. ——1985年12月
4. ——1985年1月
5. ——1985年2月
6. ——1985年3月
7. ——1985年4月
8. ——1985年5月
9. ——1985年6月
10. ——1985年7月
11. ——1985年9月
12. ——1987年9月
13. ——1987年11月
14. ——1988年1月
15. ——1988年3月
16. ——1988年5月

前三本小說在1994年有重新發行。
第一本小說將兩部迷你影集小說化，不過有一些小小的不同，包括殺死一些在影集裡沒有死掉的角色，像是克利斯·法柏，這對於他在之後的影集版中出現這件事造成了混淆。
同一時期，偵探漫畫公司（DC Comics）在1985年至1986年間發行了18期的《勝利大決戰》系列漫畫書。

## 外部連結
- http://imdb.com/title/tt0085106/ （页面存档备份，存于）
- http://imdb.com/title/tt0086823/ （页面存档备份，存于）
- http://imdb.com/title/tt0086822/ （页面存档备份，存于）
- 第五縱隊
- 伊蘭娜的《勝利大決戰》網頁
- TheVisitors.info
- 編年史中心的《勝利大決戰》網頁 （页面存档备份，存于） - 有《勝利大決戰》影集、迷你影集和相關書籍的時間線列表。